# Египтеос, Михаил Михайлович
Михаил Михайлович Египтеос (1861—1932) — русский специалист в области кораблестроения, генерал-лейтенант Корпуса корабельных инженеров.

## Биография
Михаил Михайлович Египтеос родился 20 января 1861 года. Сын представителя княжеского рода, выходца из Эфиопии, который был вывезен подростком русскими моряками в середине XIX века в Россию и включён в придворную свиту Николая I под именем Михаил. 
В 1880 году окончил кораблестроительное отделение Технического училища Морского ведомства в Кронштадте. Работал кораблестроителем в Кронштадтском порту, ведал судоремонтом. В 1886 году окончил Николаевскую морскую академию и продолжил службу в Кронштадте. В 1890 году старший помощник судостроителя Кронштадтского порта Египтеос разработал проект крейсера-разведчика водоизмещением 1200 тонн. Проект признали удовлетворительным и автору выдали свидетельство на право получения звания младшего судостроителя (цензовые тонны по должности наблюдающих засчитывали как самостоятельным строителям).
В 1900 году младший  судостроитель Египтеос был направлен на Невский судостроительный и механический завод. Вице-адмирал С. О. Макаров предложил назначить его помощником наблюдающего за изготовлением котлов и механизмов Морского Технического комитета при постройке пяти миноносцев типа «Циклон» и двух крейсеров типа «Новик». Но председатель Морского Технического комитета генерал-адъютант И. М. Диков возразил: «Египтеос служит на частном заводе и находится в полном подчинении правления и не может быть наблюдающим от Морского министерства» и на эту должность был назначен другой кораблестроитель.
11 февраля 1904 года вице-адмирал С. О. Макаров направил в Морской Технический комитет письмо с предложением оборудовать корабли особыми отводами в носовой части, которые взрывали бы мины, попавшиеся па пути корабля на безопасном расстоянии. Корабельные инженеры В. Х. Оффенберг и М. М. Египтеос сделали примерный расчёт размеров и веса устройства и определили предельную скорость корабля, при которой возможно его применение.
6 февраля 1904 года был образован «Особый комитет по усилению военного флота на добровольные пожертвования», которому официально разрешалось осуществлять сбор добровольных пожертвований на всей территории России и предоставлялось юридическое право обращаться в различные ведомства и заключать договора в России и за рубежом на постройку кораблей. При Комитете была создана техническая комиссия по кораблестроению и выдаче заказов на постройку кораблей. Председателем её был назначен М. М. Египтеос.
Летом 1907 года полковник М. М. Египтеос был назначен председателем технической комиссии по разработке задания и заключения договора на постройку турбинного минного крейсера типа «Новик».
С 1909 года старший судостроитель Египтеос стал главным корабельным инженером и заведующим судостроительным отделом. В 1911 году был произведён в генерал-майоры Корпуса корабельных инженеров.
После Великой Октябрьской революции Египтеос был членом Военно-революционного комитета большевиков в 1918 году, затем работал в «Судпроекте», с 1923 года — в должности заместителя председателя предприятия.
Египтеос был женат и имел дочь. Проживал в Санкт-Петербурге.
Умер Михаил Михайлович Египтеос весной 1932 года в Ленинграде.